# Briefmarken-Jahrgang 1981 der Deutschen Post der DDR
Der Briefmarken-Jahrgang 1981 der Deutschen Post der DDR umfasste 73 einzelne Sondermarken, drei Briefmarkenblocks mit jeweils einer Sondermarke und zwei Kleinbogen mit zusammen sieben Sondermarken. Acht Briefmarken wurden zusammenhängend gedruckt; dabei gab es vier Paare mit innenliegendem Zierfeld. Ein Motiv gab es als sowohl als Einzelmarke als auch als Kleinbogen.
Die Deutsche Post der DDR hat in diesem Jahr fünf Dauermarken ausgegeben. Insgesamt erschienen 95 Motive.
Alle Briefmarken-Ausgaben seit 1964 sowie die 2-Mark-Werte der Dauermarkenserie Präsident Wilhelm Pieck und die bereits seit 1961 erschienene Dauermarkenserie Staatsratsvorsitzender Walter Ulbricht waren ursprünglich unbegrenzt frankaturgültig. Mit der Wiedervereinigung verloren alle Marken nach dem 2. Oktober 1990 ihre Gültigkeit.

## Liste der Ausgaben und Motive
Legende
- Bild: Eine bearbeitete Abbildung der genannten Marke. Das Verhältnis der Größe der Briefmarken zueinander ist in diesem Artikel annähernd maßstabsgerecht dargestellt. Sollten keine Marken abgebildet sein, liegt es daran, dass das Urheberrecht des Künstlers noch nicht erloschen ist.
- Beschreibung: Eine Kurzbeschreibung des Motivs und/oder des Ausgabegrundes. Bei ausgegebenen Serien oder Blocks werden die zusammengehörigen Beschreibungen mit einer Markierung versehen eingerückt.
- Wert: Der Frankaturwert der einzelnen Marke in Pfennig. Ein „+“ bedeutet, dass es sich um eine Zuschlagsmarke handelt (= Frankaturwert + Spende).
- Ausgabedatum: Das Datum des erstmaligen Verkaufs dieser Briefmarke.
- Auflage: Soweit bekannt, wird hier die zum Verkauf angebotene Anzahl dieser Ausgabe angegeben.
- Entwurf: Soweit bekannt, wird hier angegeben, von wem der Entwurf dieser Marke stammt.
- Mi.-Nr.: Diese Briefmarke wird im Michel-Katalog unter der entsprechenden Nummer gelistet.

| Sondermarken | |      |                       |            |                                    |         |
| Bild         | Beschreibung | Wert | Ausgabe- datum (1981) | Auflage    | Entwurf                            | Mi.-Nr. |
|              | 225. Geburtstag von Wolfgang Amadeus Mozart Diese Marke wurde als Briefmarkenblock ausgegeben: W. A. Mozart, Komponist | 1 M  | 13. Januar            | 2.000.000  | Manfred Gottschall                 | 2572    |
|              | Seltene Gehölze - Johannisapfel (Malus domestica) | 5    | 13. Januar            | 5.000.000  | Evelyne Bobbe und Karl-Heinz Bobbe | 2573    |
|              | - Schneeglöckchenbaum (Halesia carolina) | 10   | 13. Januar            | 17.000.000 | Evelyne Bobbe und Karl-Heinz Bobbe | 2574    |
|              | - Blasenstrauch (Colutea aboreszens) | 20   | 13. Januar            | 8.000.000  | Evelyne Bobbe und Karl-Heinz Bobbe | 2575    |
|              | - Paulownie (Paulownie tomentosa) | 25   | 13. Januar            | 4.000.000  | Evelyne Bobbe und Karl-Heinz Bobbe | 2576    |
|              | - Deutsches Geißblatt (Lonicera periclymenum) | 35   | 13. Januar            | 4.500.000  | Evelyne Bobbe und Karl-Heinz Bobbe | 2577    |
|              | - Echter Gewürzstrauch (Calycanthus floridus) | 50   | 13. Januar            | 2.000.000  | Evelyne Bobbe und Karl-Heinz Bobbe | 2578    |
|              | 150. Geburtstag von Heinrich von Stephan H.v. Stephan, Postfachmann, Mitbegründer des Weltpostvereins (UPU) | 10   | 20. Januar            | 16.000.000 | Gerhard Stauf                      | 2579    |
|              | 25. Jahre Nationale Volksarmee (NVA) - Vereidigung in der Nationalen Mahn- und Gedenkstätte Sachsenhausen | 10   | 27. Januar            | 16.000.000 | Hilmar Zill                        | 2580    |
|              | - Großer Wachaufzug, Neue Wache, Berlin | 20   | 27. Januar            | 8.000.000  | Hilmar Zill                        | 2581    |
|              | Parteitag der Sozialistischen Einheitspartei Deutschlands (SED), Berlin (I) Karl Marx und Wladimir Iljitsch Lenin, Rote Fahne | 10   | 10. Februar           | 16.000.000 | Joachim Rieß                       | 2582    |
|              | Bildungseinrichtungen der Deutschen Post - Lehrlingsausbildung im Post- und Zeitungswesen | 5    | 10. Februar           | 5.000.000  | Ralf-Jürgen Lehmann                | 2583    |
|              | - Lehrlingsausbildung im Fernsprech- und Fernschreibwesen | 10   | 10. Februar           | 16.000.000 | Ralf-Jürgen Lehmann                | 2584    |
|              | - Lehrlingsausbildung im Funkwesen | 15   | 10. Februar           | 4.500.000  | Ralf-Jürgen Lehmann                | 2585    |
|              | - Ingenieurschule „Rosa Luxemburg“ der Deutschen Post, Leipzig | 20   | 10. Februar           | 8.000.000  | Ralf-Jürgen Lehmann                | 2586    |
|              | - Hochschule für Verkehrswesen „Friedrich List“, Dresden | 25   | 10. Februar           | 2.000.000  | Ralf-Jürgen Lehmann                | 2587    |
|              | Persönlichkeiten der deutschen Arbeiterbewegung (IX) - Erich Baron (1881–1933) | 10   | 24. Februar           | 10.000.000 | Gerhard Stauf                      | 2589    |
|              | - Conrad Blenkle (1901–1943), Mitbegründer der Kommunistischen Jugend Deutschlands, NS-Opfer | 10   | 24. Februar           | 10.000.000 | Gerhard Stauf                      | 2590    |
|              | - Arthur Ewert (1890–1959) | 10   | 24. Februar           | 10.000.000 | Gerhard Stauf                      | 2591    |
|              | - Walter Stoecker (1891–1939) | 10   | 24. Februar           | 10.000.000 | Gerhard Stauf                      | 2592    |
|              | Leipziger Frühjahrsmesse - Hotel Merkur, Leipzig | 10   | 10. März              | 16.000.000 | Paul Reißmüller                    | 2593    |
|              | - TAKRAF, Bandabsetzer für Tagebaubetriebe | 25   | 10. März              | 4.000.000  | Paul Reißmüller                    | 2594    |
|              | Parteitag der Sozialistischen Einheitspartei Deutschlands (SED), Berlin (II): Gemälde - „Ernst Thälmann“, von Willi Sitte | 10   | 24. März              | 16.000.000 | Detlef Glinski                     | 2595    |
|              | - „Brigadier“, von Bernhard Heisig | 20   | 24. März              | 8.000.000  | Detlef Glinski                     | 2596    |
|              | - „Festtag“, von Rudolf Bergander | 25   | 24. März              | 3.500.000  | Detlef Glinski                     | 2597    |
|              | - „Waffenbrüder“, von Paul Michaelis | 35   | 24. März              | 4.500.000  | Detlef Glinski                     | 2598    |
|              | Diese Marke wurde als Briefmarkenblock ausgegeben: - „Wenn Kommunisten träumen“ (Detail), von Walter Womacka | 1 M  | 24. März              | 2.200.000  | Detlef Glinski                     | 2599    |
|              | Sport- und Erholungszentrum Berlin Diese Marke wurde als Briefmarkenblock ausgegeben: Sport- und Erholungszentrum Berlin, Leninallee                                                                                               | 1 M  | 24. März              | 2.000.000  | Joachim Rieß                       | 2600    |
|              | Rationelle Energieanwendung Diese Briefmarke wurde auch als Kleinbogen ausgegeben: Auflage aus Bogen: 21.000.000 Einzelmarken Braunkohlebrikett, Steckdose, Stecker                                                                | 10   | 21. April             | 29.000.000 | Bobbe                              | 2601    |
|              | Bedeutende Persönlichkeiten (IX) - Heinrich Barkhausen (1881–1956), Elektrotechniker, Im Hintergrund Barkhausensche Röhrenformel                                                                                                   | 10   | 5. Mai                | 16.000.000 | Gerhard Stauf                      | 2603    |
|              | - Johannes Robert Becher (1891–1958), Schriftsteller und Dichter, im Hintergrund Vers aus dem Werk Jahrhundert | 20   | 5. Mai                | 8.000.000  | Gerhard Stauf                      | 2604    |
|              | - Richard Dedekind (1831–1916), Mathematiker, im Hintergrund Formel des Dedekindschen Schnittes | 25   | 5. Mai                | 2.000.000  | Gerhard Stauf                      | 2605    |
|              | - Georg Philipp Telemann (1681–1767), Komponist, im Hintergrund Notenblatt | 35   | 5. Mai                | 3.500.000  | Gerhard Stauf                      | 2606    |
|              | - Adelbert von Chamisso (1781–1838), Dichter und Naturforscher, im Hintergrund Zweige des Kalifornischen Kappenmohns | 50   | 5. Mai                | 3.500.000  | Gerhard Stauf                      | 2607    |
|              | - Wilhelm Raabe (1831–1910), Dichter und Erzähler, im Hintergrund Buchtitel Die Chronik der Sperlingsgasse | 70   | 5. Mai                | 3.500.000  | Gerhard Stauf                      | 2608    |
|              | Parlament der Freien Deutschen Jugend (FDJ), Berlin Diese und die folgende Marke wurden als Zusammendruck mit einem dazwischenliegenden Zierfeld ausgegeben: - Mitglieder der FDJ, Fahne mit den Bildnissen von Thälmann und Pieck | 10   | 19. Mai               | 4.500.000  | Hans Detlefsen                     | 2609    |
|              | - Mitglieder der FDJ und ausländische Jugendliche bei der Berufsausbildung, FDJ-Fahne | 20   | 19. Mai               | 4.500.000  | Hans Detlefsen                     | 2610    |
|              | Landschaftsparks - Wörlitz (Schloss) | 5    | 9. Juni               | 5.000.000  | Dietrich Dorfstecher               | 2611    |
|              | - Tiefurt (Musentempel) | 10   | 9. Juni               | 16.000.000 | Dietrich Dorfstecher               | 2612    |
|              | - Neuhardenberg (Marxwalde) (Schloß) | 15   | 9. Juni               | 4.500.000  | Dietrich Dorfstecher               | 2613    |
|              | - Branitz (Blick vom Herrmannshügel) | 20   | 9. Juni               | 8.000.000  | Dietrich Dorfstecher               | 2614    |
|              | - Berlin-Treptow (Große Liegewiese) | 25   | 9. Juni               | 2.100.000  | Dietrich Dorfstecher               | 2615    |
|              | - Wiesenburg | 35   | 9. Juni               | 4.500.000  | Dietrich Dorfstecher               | 2616    |
|              | Kinder- und Jugendspartakiade, Berlin - Jugendliche bei Sport und Spiel | 10+5 | 23. Juni              | 3.500.000  | Joachim Rieß                       | 2617    |
|              | - Jugendliche bei künstlerischer Gymnastik | 20   | 23. Juni              | 8.000.000  | Joachim Rieß                       | 2618    |
|              | 200. Geburtstag von Karl Friedrich Schinkel - Schauspielhaus Berlin | 10   | 23. Juni              | 8.000.000  | Axel Bengs                         | 2619    |
|              | - Altes Museum Berlin | 25   | 23. Juni              | 2.100.000  | Axel Bengs                         | 2620    |
|              | Internationales Jahr der Behinderten Diese und die folgende Marke wurden als Zusammendruck mit einem dazwischenliegenden Zierfeld ausgegeben: - Rollstuhlfahrer beim Speerwurf                                                     | 5    | 23. Juni              | 3.500.000  | Joachim Rieß                       | 2621    |
|              | - Behinderte besuchen Museum | 15   | 23. Juni              | 3.500.000  | Joachim Rieß                       | 2622    |
|              | Fachwerkbauten in der DDR (II) - Umgebindehaus, Zaulsdorf (nach 1800) | 10   | 7. Juli               | 16.000.000 | Lothar Grünewald                   | 2623    |
|              | - Zuckerhut (Pfarrwitwenhaus), Groß Zicker (nach 1700) | 20   | 7. Juli               | 8.000.000  | Lothar Grünewald                   | 2624    |
|              | - Wohnstallhaus, Weckersdorf (um 1700) | 25   | 7. Juli               | 3.500.000  | Lothar Grünewald                   | 2625    |
|              | - Löwinghaus, Pillgram (18. Jahrhundert) | 35   | 7. Juli               | 4.000.000  | Lothar Grünewald                   | 2626    |
|              | - Bauernhaus, Eschenbach (1741) | 50   | 7. Juli               | 3.500.000  | Lothar Grünewald                   | 2627    |
|              | - Giebellaubenhaus, Lüdersdorf (um 1800) | 70   | 7. Juli               | 2.000.000  | Lothar Grünewald                   | 2628    |
|              | Schmalspurbahnen in der DDR (II) Diese Marke wurde mit Mi.Nr. 2631 als Zusammendruck mit einem dazwischenliegenden Zierfeld ausgegeben: Bahn Freital-Kurort Kipsdorf (Spurweite 750 mm) - Lokomotive                               | 5    | 21. Juli              | 3.500.000  | Detlef Glinski                     | 2629    |
|              | Diese Marke wurde mit Mi.Nr. 2632 als Zusammendruck mit einem dazwischenliegenden Zierfeld ausgegeben: Bahn Putbus-Göhren (Spurweite 750 mm) - Lokomotive                                                                          | 5    | 21. Juli              | 3.500.000  | Detlef Glinski                     | 2630    |
|              | Diese Marke wurde mit Mi.Nr. 2629 als Zusammendruck mit einem dazwischenliegenden Zierfeld ausgegeben: Bahn Freital-Kurort Kipsdorf (Spurweite 750 mm) - Packwagen                                                                 | 15   | 21. Juli              | 3.500.000  | Detlef Glinski                     | 2631    |
|              | Diese Marke wurde mit Mi.Nr. 2630 als Zusammendruck mit einem dazwischenliegenden Zierfeld ausgegeben: Bahn Putbus-Göhren (Spurweite 750 mm) - Personenwagen                                                                       | 20   | 21. Juli              | 3.500.000  | Detlef Glinski                     | 2632    |
|              | Leipziger Herbstmesse - Erdöldestillationsanlage | 10   | 18. August            | 16.000.000 | Ekkehart Haller                    | 2634    |
|              | - Neues Gewandhaus, Leipzig | 25   | 18. August            | 4.000.000  | Ekkehart Haller                    | 2635    |
|              | Kostbarkeiten in Bibliotheken der DDR - Papyrus Ebers (Detail), Universitätsbibliothek Leipzig | 20   | 18. August            | 8.000.000  | Müller                             | 2636    |
|              | - Maya-Handschrift (Detail), Sächsische Landesbibliothek Dresden | 35   | 18. August            | 4.000.000  | Müller                             | 2637    |
|              | - Miniatur und Zeilen eines Sonetts von Petrarca, Deutsche Staatsbibliothek Berlin | 50   | 18. August            | 2.100.000  | Müller                             | 2638    |
|              | Internationale Mahn- und Gedenkstätten Ehrenmal für die antifaschistischen Widerstandskämpfer, Saßnitz | 35   | 8. September          | 3.500.000  | Hans Detlefsen                     | 2639    |
|              | Karl-Sudhoff-Institut für Geschichte der Medizin und der Naturwissenschaften Leipzig, Medizinhistorische Sammlung - Bilsenkraut (Hyosciamus niger), Räucherpfanne (16. Jh.)                                                        | 10   | 22. September         | 8.000.000  | Klaus Hennig                       | 2640    |
|              | - Pelikan, Geißfüße, Zahnzange (17. Jh.) | 20   | 22. September         | 8.000.000  | Klaus Hennig                       | 2641    |
|              | - Haarseilzangen (17. Jh.) | 25   | 22. September         | 3.500.000  | Klaus Hennig                       | 2642    |
|              | - Steinschnittmesser (18. Jh.), Bruchschere (17. Jh.) | 35   | 22. September         | 4.000.000  | Klaus Hennig                       | 2643    |
|              | - Geburtszange (18. Jh.), Speculum (17. Jh.) | 50   | 22. September         | 2.100.000  | Klaus Hennig                       | 2644    |
|              | - Elevatoren, (17. Jh.) | 85   | 22. September         | 3.500.000  | Klaus Hennig                       | 2645    |
|              | Tag der Philatelisten - Brief von Friedrich Engels | 10+5 | 6. Oktober            | 3.500.000  | Joachim Rieß                       | 2646    |
|              | - Postkarte von Karl Marx | 20   | 6. Oktober            | 8.000.000  | Joachim Rieß                       | 2647    |
|              | Internationale Solidarität Afrikaner mit gesprengten Ketten, aufgehende Sonne | 10+5 | 6. Oktober            | 3.500.000  | Ralf-Jürgen Lehmann                | 2648    |
|              | Binnenschiffe der DDR - Schubschiff (1969–1970) | 10   | 20. Oktober           | 16.000.000 | Paul Reißmüller                    | 2651    |
|              | - Schubverband: Kanalschubschiff (1964–1966) und zwei Schubprähme (ab 1964) | 20   | 20. Oktober           | 8.000.000  | Paul Reißmüller                    | 2652    |
|              | - Dieselelektrisches Seitenrad-Fahrgastschiff (1961–1964) | 25   | 20. Oktober           | 3.500.000  | Paul Reißmüller                    | 2653    |
|              | - Eisbrecher der Oderserie (1957–1958) | 35   | 20. Oktober           | 4.000.000  | Paul Reißmüller                    | 2654    |
|              | - Motorgüterschiff (1961–1963) | 50   | 20. Oktober           | 3.500.000  | Paul Reißmüller                    | 2655    |
|              | - Eimerketten-Schwimmbagger (1970) | 85   | 20. Oktober           | 2.100.000  | Paul Reißmüller                    | 2656    |
|              | Technische Denkmale (I): Windmühlen - Galerie-Holländermühle, Dabel (1892) | 10   | 10. November          | 16.000.000 | Jochen Bertholdt                   | 2657    |
|              | - Turm-Holländermühle, Parenz | 20   | 10. November          | 8.000.000  | Jochen Bertholdt                   | 2658    |
|              | - Turm-Holländermühle, Dresden-Gohlis | 25   | 10. November          | 3.500.000  | Jochen Bertholdt                   | 2659    |
|              | - Bockwindmühle, Ballstädt (1850) | 70   | 10. November          | 2.100.000  | Jochen Bertholdt                   | 2660    |
|              | Historisches Spielzeug (II): Tiere Diese und die folgenden fünf Marken wurden zusammen als Kleinbogen ausgegeben: - Bemalte Gliederschlange aus Holz (um 1850)                                                                     | 10   | 24. November          | 2.100.000  | Axel Bertram                       | 2661    |
|              | - Teddybär (ca. seit 1910) | 20   | 24. November          | 2.100.000  | Axel Bertram                       | 2662    |
|              | - Badefisch aus Zelluloid (um 1935) | 25   | 24. November          | 2.100.000  | Axel Bertram                       | 2663    |
|              | - Steckenpferd (um 1850) | 35   | 24. November          | 2.100.000  | Axel Bertram                       | 2664    |
|              | - Kuckuck (um 1800) | 40   | 24. November          | 2.100.000  | Axel Bertram                       | 2665    |
|              | - Springfrosch (um 1930) | 70   | 24. November          | 2.100.000  | Axel Bertram                       | 2666    |
| Dauermarken  | |      |                       |            |                                    |         |
| Bild         | Beschreibung | Wert | Ausgabe- datum (1981) | Auflage    | Entwurf                            | Mi.-Nr. |
|              | Aufbau in der DDR, Kleinformat (XII) Denkmal auf dem Ernst-Thälmann-Platz, Neubauten, Halle (Saale) | 30   | 10. Februar           | unbekannt  | Manfred Gottschall                 | 2588    |
|              | Aufbau in der DDR, Kleinformat (XIII) Altes Rathaus und Wohnhochhaus, Wintergartenstrasse, Leipzig | 70   | 21. April             | unbekannt  | Manfred Gottschall                 | 2602    |
|              | Aufbau in der DDR, Kleinformat (XIV) - Staatswappen | 3 M  | 21. Juli              | unbekannt  | Manfred Gottschall                 | 2633    |
|              | Aufbau in der DDR, Kleinformat (XV) - Kronentor des Dresdner Zwingers | 60   | 6. Oktober            | unbekannt  | Manfred Gottschall                 | 2649    |
|              | - Kröpeliner Tor und Haus Sonne, Rostock; Teepott und Leuchtturm, Warnemünde | 80   | 6. Oktober            | unbekannt  | Manfred Gottschall                 | 2650    |